# Endurance Rupes
L'Endurance Rupes è una struttura geologica della superficie di Mercurio.